# Associazione Sportiva Pro Gorizia 1949-1950
Questa voce raccoglie le informazioni riguardanti l'Associazione Sportiva Pro Gorizia nelle competizioni ufficiali della stagione 1949-1950.

## Rosa
| N. |                   | Ruolo | Calciatore        |
| -- | ----------------- | ----- | ----------------- |
|    | Italia (bandiera) | P     | U. Bertolissi     |
|    | Italia (bandiera) | A     | R. Brancolini     |
|    | Italia (bandiera) | A     | G. Brumat         |
|    | Italia (bandiera) | C     | Sebastiano Buzzin |
|    | Italia (bandiera) | A     | G. Della Vedova   |
|    | Italia (bandiera) | D     | U. Fermo          |
|    | Italia (bandiera) | A     | Frediano Freschi  |
|    | Italia (bandiera) | A     | Mario Giacconi    |

| N. |                   | Ruolo | Calciatore      |
| -- | ----------------- | ----- | --------------- |
|    | Italia (bandiera) | C     | A. Madriz       |
|    | Italia (bandiera) | C     | Erminio Marussi |
|    | Italia (bandiera) | D     | Silvano Moro    |
|    | Italia (bandiera) | C     | Bruno Orzan     |
|    | Italia (bandiera) | P     | B. Toso         |
|    | Italia (bandiera) | D     | Renato Toso     |
|    | Italia (bandiera) | A     | A. Vrech        |